# Santomila
Santomila är en ort i Mexiko.   Den ligger i kommunen Tampacán och delstaten San Luis Potosí, i den sydöstra delen av landet, 220 km norr om huvudstaden Mexico City. Santomila ligger 305 meter över havet och antalet invånare är 156.
Terrängen runt Santomila är kuperad åt sydväst, men åt nordost är den platt. Santomila ligger uppe på en höjd. Runt Santomila är det ganska tätbefolkat, med 80 invånare per kvadratkilometer. Närmaste större samhälle är Tamazunchale, 18,7 km sydväst om Santomila. I omgivningarna runt Santomila växer huvudsakligen savannskog.